# Demon Entrails
Demon Entrails è una raccolta del gruppo black metal svizzero Hellhammer, pubblicata il 18 febbraio 2008 in Europa e il 26 febbraio negli Stati Uniti e contenente i tre demo Death Fiend, Triumph of Death e Satanic Rites, rimasterizzati per l'occasione.
Il disco è stato pubblicato come doppio CD, come digibook in edizione limitata e come triplo LP in edizione limitata.

## Tracce

### Disco 1 (Satanic Rites)
1. Intro – 0:58
2. Messiah – 4:18
3. The Third of the Storms (Evoked Damnation) – 3:02
4. Buried and Forgotten – 6:01
5. Maniac (re-recorded version) – 3:46
6. Eurynomos – 3:10
7. Triumph of Death (re-recorded version) – 6:58
8. Revelations of Doom – 3:03
9. Reaper (re-recorded version) – 2:28
10. Satanic Rites – 7:18
11. Crucifixion (re-recorded version) – 2:45
12. Outro – 2:01

### Disco 2 (Death Fiend&Triumph of Death)
1. Crucifixion – 3:04
2. Maniac – 4:01
3. Execution (When Hell's Near) – 2:38
4. Decapitator – 2:07
5. Blood Insanity – 4:22
6. Power of Satan – 4:11
7. Reaper – 2:06
8. Death Fiend – 2:35
9. Triumph of Death – 5:15
10. Metallic Storm – 2:19
11. Ready for Slaughter – 3:36
12. Dark Warriors – 3:03
13. Hammerhead – 2:48
14. Angel of Destruction – 2:58
15. Bloody Pussies – 4:59
16. Chainsaw – 3:58
17. Sweet Torment – 2:09

## Formazione
- Thomas Gabriel Fischer - voce, chitarra (tutte le tracce), basso (CD 1), produttore esecutivo
- Vince Caretti - chitarra
- Steve Warrior - basso, voce d'accompagnamento (CD 2)
- Martin Eric Ain - basso, voce d'accompagnamento (CD 1), produttore esecutivo
- Bruce Day - batteria (tutte le tracce)

### Crediti
- Med Demiral - ingegneria del suono
- Carsten Drescher - layout
- Janina Kasperidus - layout
- Nadine Mainka - layout
- Patrick Schombert - layout
- Stefan Wibbeke - layout
- Andreas Schwarber - fotografia
- Martin Kyburz - fotografia
- Philipp Schweidler - remastering